# Whittlesey, Cambridgeshire
Whittlesey, även benämnt Whittlesea, är en ort och civil parish i Storbritannien.   Den ligger i distriktet Fenland i grevskapet Cambridgeshire i riksdelen England, i den sydöstra delen av landet, 120 km norr om huvudstaden London. Whittlesey ligger 8 meter över havet och antalet invånare är 12 719.
Terrängen runt Whittlesey är mycket platt. Runt Whittlesey är det ganska tätbefolkat, med 160 invånare per kvadratkilometer. Närmaste större samhälle är Peterborough, 8,1 km väster om Whittlesey. Trakten runt Whittlesey består till största delen av jordbruksmark.